# Vittoria Anticzarina Cavallo
Vittoria Anticzarina Cavallo (Latiano, 20 ottobre 1903 – Alessandria, 27 agosto 1996) è stata un'operaia, antifascista e partigiana italiana, militante dell'Unione donne italiane (UDI).

## La famiglia e l'ambiente
Quinta di nove figli di Leopoldo Cavallo, artigiano, pittore e poi operaio, e di Cotrina. Il padre aderisce al Partito Socialista sin dalla sua creazione nel 1892, fonda a Latiano la prima sezione del PSI; scrive articoli per l' "L'azione socialista", rivista della Sezione socialista di Brindisi, e per l'Ordine Nuovo di Antonio Gramsci. Manifesta il suo pensiero socialista nella scelta dei nomi dei figli: Leonida Transvaal, in onore di Leonida Bissolati, Lenin in onore del rivoluzionario bolscevico, Argentina Bernina Candida Rosa, tutti nomi di militanti, Ferrer Vanini Bruno, il richiamo all'educatore anarchico e libero pensatore Francisco Ferrer Guardia, al libertino Vanini e al filosofo Giordano Bruno, arso vivo su mandato dell'Inquisizione.
La stessa Vittoria Anticzarina prefigurava la “vittoria contro lo zar”.
Le idee socialiste della famiglia costringono i Cavallo nel 1909 a abbandonare la Puglia e a trasferirsi a Torino, in Borgo San Paolo; storica barriera operaia chiamato “borgo rosso” per la forte presenza di lavoratori con ideali socialisti i quali, durante la prima guerra mondiale, iniziano a indire scioperi e proteste per il pane e contro la guerra. È il quartiere dei Pajetta, dei fratelli Negarville, dei Montagnana, e sarà una roccaforte dell'antifascismo
Anticzarina è iscritta al Ricreatorio laico del quartiere, frequenta la scuola fino alla sesta elementare; comincia a lavorare all'età di nove anni cambiando spesso lavoro alla ricerca di una paga migliore; è pettinatrice, e poi operaia presso l'Idros, una fabbrica di acqua minerale. Durante la sua infanzia, alcuni dei suoi familiari vengono arrestati per ragioni legate alle loro idee socialiste; lei stessa viene arrestata nel 1920, all'età di sedici anni.
Nel 1926 sposa Giuseppe Gaeta, militante comunista ed hanno due bambine, Isotta e Milva.

## La militanza politica
Partecipa alla lotta politica per la prima volta con il padre nel 1917 durante i moti del pane, quando aveva solo 13 anni. La sua famiglia è presente alle frequenti manifestazioni contro il duro regime della fabbrica e nelle lotte per il pane.
Nel 1920, al culmine del Biennio Rosso, all'età di 16 anni, durante il processo al fratello accusato di aver fatto esplodere una bomba nella zona di Borgo San Paolo, va ad abbracciarlo e viene arrestata per aver offeso il pubblico ministero. Viene condannata a due mesi in casa di correzione ma, rifiutando di entrare al Buon Pastore, finisce in carcere.
Quando esce dal carcere è in atto l'occupazione delle fabbriche. viene portata in questura in Piazza San Carlo e picchiata perché riveli i nomi di chi aveva incitato gli operai e le operaie all'occupazione.

### Fascismo
Nel 1922, quando sale al potere il fascismo, la famiglia continua a manifestare le proprie posizioni antifasciste. La madre, in occasione del Primo maggio mette a stendere le lenzuola con le trapunte foderate di rosso. I fascisti tentano di far cacciare Anticzarina dalla fabbrica dove lavora con le sorelle, il fratello e il padre; il loro padrone è costretto a malincuore a licenziare almeno il padre per evitare conseguenze gravi. Il marito è in contatto, tra gli altri, con Gian Carlo Pajetta; impegnato nella rete clandestina del Partito Comunista, viene arrestato poco prima della nascita della loro prima figlia Isotta.
Gli anni della guerra sono durissimi: il marito passa da un carcere all'altro, torturato a San Vittore e per un periodo al confino, mentre lei continua a tenere insieme lavoro, bambine e attività di propaganda clandestina, trovandosi spesso costretta a scappare.
Quando nel 1943 cade il fascismo si trova a lavorare a Racconigi. Il 19 Agosto organizza uno sciopero nella fabbrica dove lavora. Tentano di arrestarla ma al carabiniere si oppongono tutte le compagne del dormitorio. 
Tuttavia poche ore dopo arrivano i rinforzi da Cuneo ed è portata al carcere Le Nuove di Torino dove resta per due mesi.

### Resistenza
Uscita di prigione torna a Torino, ma ricercata dai repubblichini, fugge insieme alla figlia Isotta prima a Quargnento e poi a Lu Monferrato. Dal marzo del '44 madre e figlia partecipano alla lotta partigiana unendosi alla brigata 107 Garibaldi, dove militano fino alla liberazione. Lei è conosciuta con il nome di battaglia di Vera Ferrero e fa la staffetta trasmettendo informazioni ai partigiani. La figlia Isotta, che aveva assunto il nome di Mira, si occupa di scrivere a macchina tutte le informazioni necessarie alla brigata. Nella cantina della casa in cui le due donne risiedono sono nascoste le armi destinate ai partigiani.

### Il dopoguerra
Finita la guerra si impegna nel PCI e nell'UDI, di cui diventa responsabile. Ma la vita continua ad essere difficile: essere stata partigiana non le ha portato alcun riconoscimento e dopo otto anni di lavoro in fabbrica, come iscritta alla CGIL, viene licenziata.
E allora io ho rinunziato.
Poi mi è arrivato dal ministero che mi mandavano mille lire da patriota che io non sono neanche andata a ritirarle. Dalla rabbia che avevo. 
Dopo la guerra ero senza lavoro. Vado in federazione: - Ma senti Grassi, nel periodo fascista ci venivano a far mandare via dalle fabbriche perché eravamo comunisti, adesso voi ci dite che non potete darci lavoro perché se no gli altri ci dicono che ci privilegiate. Allora sono sempre gli stessi che lavorano e noi dobbiamo sempre stare senza lavoro.»
(Guidetti Serra, p. 257)
Trova poi lavoro presso uno zio di un'amica dove fa il burro, ma presto passa a lavorare in via Rivalta, dove fa i cappelletti. È molto abile e ciò le permette di ottenere un buon salario. Poi lavora in casa di una anticomunista, alla quale deve celare la sua vera identità. Con il suo impegno infaticabile nel 1950 riesce a raccogliere quindicimila firme per l'appello di Stoccolma per la interdizione delle armi atomiche; viene chiamata a Roma per ritirare il premio per essersi distinta in questa campagna, ma il riconoscimento, una colomba d'oro, viene consegnato per sbaglio ad altri. Da Giuseppe Di Vittorio vene inviata al congresso della pace a Varsavia e ad altri incontri internazionali. Quando torna a Torino tentano di spararle, ma si salva; qui sarà poi impegnata nel direttivo della sezione Luigi Capriolo del Partito Comunista Italiano, di Borgo San Paolo, e diffonde per quindici anni l'Unità, quotidiano del PCI.
(Guidetti Serra, p. 261)
Vive gli ultimi anni della sua vita ad Alessandria, dove muore a 93 anni il 27 agosto 1996.

## Riconoscimenti
- In merito al mancato riconoscimento Anticzarina afferma:

Poi è arrivata una targhetta di ferro. 
Ho pensato: serviamo solo da stacanoviste.»
(Guidetti Serra, pp. 260-261)
- Il sindaco di Torino Diego Novelli la ricorda come ‹un pezzo di storia della Torino proletaria rossa›[16]
- In occasione dei 100 anni della “rivolta del pane” a Torino, viene ricordata tra le "eminenti figure femminili" della storia della città[18]